# Ella Poljakova

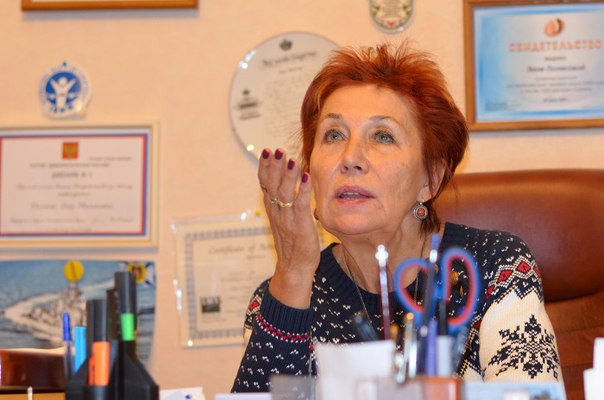
Ella Poljakova

Ella Michailovna Poljakova (Russisch: Элла Михайловна Полякова) (Leningrad, 7 februari 1941) is een Russische mensenrechtenverdediger en lid van de  Presidentiële Raad voor de maatschappij en de mensenrechten. Ze is tevens de voorzitter van de mensenrechtenorganisatie 'Soldatenmoeders van Sint Petersburg' (Russisch: Солдатские матери Санкт-Петербурга). Ella Poljakova is winnaar van de Galina Starovoitva-prijs (1999), ontvanger van de Akense vredeprijs (2004) en een genomineerde voor de Nobelprijs voor de vrede (2005).
Poljakova studeerde af in de electrotechniek aan de Bontsj Brujevitsj Universiteit in het voormalige Leningrad en heeft vervolgens gewerkt bij onderzoeksinstituten aan de Technische Staatsuniversiteit van Moskou en aan het Leningrad instituut voor bestuurders en specialisten van de Sovjet-Unie. In 1991 begon Poljakova aan haar politieke carrière door deel te nemen aan het Volksfront in Leningrad.

## Crisis in Oekraïne
Tijdens de Oorlog in Oost-Oekraïne heeft Poljakova, in strijd met het officiële standpunt van de Kremlin, vermeld dat ze het Russische leger verdenkt van het uitvoeren van een invasie in Oost-Oekraïne. In een interview met nieuwsgroep Reuters op 24 augustus 2014 heeft ze het volgende gezegd: Als hordes mensen op bevel, rijdend op tanks en pantservoertuigen, bewapend met zware wapens, de grens oversteken naar het grondgebied van een andere staat, beschouw ik dat als een invasie.
Ze heeft in een later interview met Reuters op 28 augustus 2014 toegegeven dat meer dan honderd Russische soldaten zijn gestorven bij een raketaanval in Snizjne. Dit heeft ze, samen met haar collega Sergei Krivenko, ontdekt aan de hand van getuigenonderzoeken. De Russische overheid heeft dit nooit bevestigd, terwijl president Aleksandr Zachartsjenko van de Volksrepubliek Donetsk vermeldde dat het Russische soldaten op vakantie waren.